# Ilan Greilsammer
Ilan Greilsammer (Paris, 1948) é um cientista político e militante pacifista  franco-israelense.
Depois de obter seu doutorado  em Ciência Política na Universidade de Paris I, emigrou para Israel, em 1972. Desde então, é professor do Departamento de Ciência Política da Universidade Bar-Ilan, na grande Tel-Aviv, onde ensina política comparada e dirige o Centro de Pesquisas Europeias. É também diretor de estudos do Colégio Universitário do Vale do Jordão (lago de Tiberíades).
É ligado ao movimento pacifista israelense Shalom Arshav (Paz agora).

## Obra
Ilan Greilsammer é autor de numerosos estudos e publicou vários livros, dentre os quais se destacam:
- Les Communistes israéliens - anatomie d’un parti (Presses de Sciences Po)
- Israël, les hommes en noir : analyse des partis ultra-orthodoxes (Presses de Sciences Po)
- Repenser Israël : morale et politique dans l’État juif (Autrement)
- Israël et l’Europe (Presses de l’Université de Lausanne)
- Léon Blum : une grande biographie (Flammarion)
- La Nouvelle histoire d’Israël : essai sur une identité nationale (Gallimard)
- Les Lettres de Buchenwald de Léon Blum (Gallimard)
- Le Sionisme (PUF)
- La Reconnaissance mutuelle (Le Seuil).
- Une amitié espagnole (Grasset)